# Nipponochrysa moriutii
Nipponochrysa moriutii is een insect uit de familie van de gaasvliegen (Chrysopidae), die tot de orde netvleugeligen (Neuroptera) behoort. 
Nipponochrysa moriutii is voor het eerst wetenschappelijk beschreven door Tsukaguchi in 1995.